# 第十三季超級籃球聯賽
第13季超級籃球聯賽為超級籃球聯賽的第十三個賽季。2015年11月24日熱身賽於板橋體育館開打，11月28日於板橋體育館開幕。比賽場館分布於新北、彰化、高雄等地。

## 基本資料
- 官方網站：https://web.archive.org/web/20140209232413/http://sbl.basketball-tpe.org/bin/home.php
- 轉播單位：緯來體育台、緯來精采台
- 熱身賽：2015年11月24日至26日。
- 賽程：每週四五六日共八場比賽
- 例行賽：2015年11月28日開始
- 場館：本季於板橋體育館、新莊體育館、彰化縣立體育館、高雄鳳山體育館舉行
  - 著底色者為可飲食體育館
- 賽制：
  - 例行賽：五輪循環，共105場
  - 季後賽：第1輪將由例行賽第3至6名(3、6；4、5)名球隊進行單淘汰賽，5戰3勝制。第2輪將由最終四強進行單淘汰賽，7戰4勝制
- 參賽隊伍：裕隆納智捷籃球隊、台北市達欣工程籃球隊、璞園建築籃球隊、富邦勇士籃球隊、金門酒廠籃球隊、台灣啤酒籃球隊、台灣銀行籃球隊
- 主題曲：
- 口號與標語：我就是英雄上陣

## 總教練更換
| 球隊       | 前任總教練   | 接任總教練 |
| 富邦勇士   | Otis Hughley | 顏行書     |
| 璞園建築   | 許晉哲       | 麥班達     |
| 達欣工程   | 許智超       | 邱大宗     |
| 裕隆納智捷 | 林正明       | 魏永泰     |
| 金門酒廠   | 吳俊雄       | 許智超     |

## 球員轉隊名單
自由球員
| 球員   | 第12季所屬球隊 | 第13季所屬球隊 |
| 鄭人維 | 富邦勇士       | 台灣啤酒       |
| 張容軒 | 富邦勇士       | 台灣啤酒       |
| 陳則語 | 富邦勇士       | 金門酒廠       |
| 尚韋帆 | 台灣啤酒       | 金門酒廠       |
| 龍弘元 | 台灣啤酒       | 台灣銀行       |
| 林宗慶 | 台灣啤酒       | 富邦勇士       |
| 陳山眉 | 裕隆納智捷     | 富邦勇士       |
| 吳建龍 | 裕隆納智捷     | 台灣啤酒       |
| 呂濟而 | 裕隆納智捷     | 達欣工程       |
| 劉元凱 | 裕隆納智捷     | 達欣工程       |
| 高健益 | 台灣銀行       | 富邦勇士       |
| 施晉堯 | 台灣銀行       | 璞園建築       |
| 林界廷 | 達欣工程       | 台灣銀行       |

- 新人選秀會時被A隊挑走但因釋出、拿下季選秀權交換或有其他原因而加入B隊的

| 球員   | 選秀會   | 第13季所屬球隊 |
| 郭昭男 | 達欣工程 | 裕隆納智捷     |
| 吳怡斌 | 台灣啤酒 | 裕隆納智捷     |
| 邱金龍 | 金門酒廠 | 台灣啤酒       |

## 隊員名單
| 球隊       | 教練 （粗體為總教練）             | 球員 （姓名前為背號、姓名後為中華民國曆生日） | 球員 （姓名前為背號、姓名後為中華民國曆生日）                                              | 球員 （姓名前為背號、姓名後為中華民國曆生日） |
| 球隊       | 教練 （粗體為總教練）             | 前鋒 | 中鋒                                                                                       | 後衛 |
| 璞園建築   | 麥班達 楊宜峰 黃啟峰 Quincy Davis | 09 林金榜 1985/06/15 10 施晉堯 1990/10/28 12 林任鴻 1993/12/18 13 林耀宗 1990/09/07 14 蔡文誠 1985/05/31 21 簡 浩 1985/03/07 33 洪康喬 1992/04/22 75 李啟瑋 1993/04/08                                                               | 07 Darian Townes 1984/07/31 15 陳子威 1985/01/30 20 吳宏興 1989/10/21 91 蘇柏彰 1989/09/26 | 01 倪學謙 1991/12/18 04 葛記豪 1985/11/19 05 彭俊諺 1989/12/05 06 陳堅恩 1988/10/04 08 陳世 1984/09/24 72 林力仁 1990/06/16                                                                  |
| 富邦勇士   | 顏行書 陳暉 Kresimir Basic        | 06 鍾秀鼐 1990/02/12 07 林宗慶 1986/04/22 10 楊興治 1993/11/09 11 陳孝榮 1990/05/30 19 柳昇耀 1983/11/24 21 陳京華 1991/10/21 23 張羽霖 1986/01/16 31 蕭順議 1992/10/23                                                              | 13 林孟學 1992/10/14 30 Earl Barron 1981/08/14 32 蔡政憲 1989/08/11                        | 01 林書緯 1992/06/21 02 高健益 1990/06/10 04 吳永仁 1982/09/22 05 陳山眉 1990/04/06 09 鄭 鐵 1992/08/22 12 陳建嘉 1990/09/29 20 魏 維 1987/12/09                                             |
| 台灣啤酒   | 閻家驊 周俊三 劉華林 潘仁德       | 03 吳建龍1988/09/05 05 劉 錚 1990/11/24 10 王建惟 1985/01/07 15 左從凱 1986/09/15 19 鄭人維 1987/04/06 20 周伯勳 1991/03/06 23 呂奇旻 1989/10/27 26 張容軒 1987/12/18 27 王皓吉 1989/09/22 40 謝鎮陽 1989/07/10 77 邱金龍 1992/01/06 | 13 Patrick O'Bryant 1986/06/20 89 陳兆豪 1992/06/12                                        | 07煥亞 1993/11/30 14 蔣淯安 1991/08/04 17 林瑞堃 1986/05/21 31 王泰傑 1992/11/17 82 吳敏賢 1988/12/19                                                                                        |
| 裕隆納智捷 | 魏永泰 李啟億 邱啟益              | 02 吳奉晟 1986/11/29 08 周柏臣 1990/08/08 11 潘冠翰 1989/06/19 12 胡凱翔 1991/05/16 13 呂政儒 1986/04/06 16 劉丁維 1992/07/12 93 郭昭男 1992/11/06                                                                                   | 18 吳怡斌 1992/08/29 50 Liam McMorrow 1987/07/22 53 李德威 1991/10/15                      | 04 柯旻豪 1992/12/27 05 陳志忠 1977/03/02 09 簡肇熠 1993/07/12 10 林傑閔 1988/11/13 15 周士淵 1983/11/16 23 盧冠良 1991/04/09 51 崔國增 1990/10/06                                           |
| 台灣銀行   | 洪濬正                            | 00 林界廷 1989/12/18 04 陳侑昫 1990/10/01 06 陳順詳 1985/05/25 07 張伯維 1990/07/22 10 黃家明 1989/07/06 33 劉韋辰 1988/11/27 75 余純安 1992/02/13 88 龍弘元 1988/10/24                                                              | 11 陳國維 1984/07/06 13 呂冠霆 1992/10/13 14 林郅為 1992/07/10 50 Luke Nevill 1986/02/19   | 02 萬代奇 1993/03/01 03 李維哲 1991/05/08 09 蔡勝耀 1991/10/19 21 成力煥 1988/03/05 68 張博勝 1987/02/02                                                                                     |
| 金門酒廠   | 許智超 James Duncan 林育正 吳俊雄 | 01 郭少傑 1990/04/09 08 劉昱辰 1990/05/22 10 尚韋帆 1978/03/09 11 陳文宏 1991/07/14 21 楊哲宜1978/10/20 22 鄭騏寬 1994/01/28 25 鄧安誠 1985/11/06 58 李家慶 1992/01/11 95 陳靖寰 1986/02/03                                          | 12 李家瑞 1994/12/04 15 陳冠全 1993/12/30 33 Kyle Barone 1989/09/12                        | 00 陳則語 1991/05/12 02 簡偉儒 1992/01/20 05 宋宇軒 1989/12/05 16 林韋翰 1990/07/09 55 許皓程 1982/09/14 67 邱繼緯 1990/05/12                                                                |
| 達欣工程   | 邱大宗 范耿祥 顏佳緯 王志群       | 07 施顏宗 1992/05/29 10 岳瀛立 1984/08/09 12 林宜輝 1986/03/24 25 張家榮 1988/09/28 27 黃 鎮 1990/06/27 51 朱億宗 1986/08/04 | 00 Bryan Davis 1986/12/31 20 蔡峻銘 1988/02/10 79 劉元凱 1991/07/09                        | 04 賴柏霖 1989/11/10 05 王志群 1982/04/23 06 周儀翔 1991/02/04 08 羅鈺群 1988/05/07 09 王子綱 1993/01/27 11 張智峰 1981/04/22 22 廖家震 1991/11/18 24 林冠綸 1984/01/23 72 呂濟而 1992/01/15 |

## 熱身賽
2015年11月24~26日於板橋體育館進行，每隊出賽2場比賽。

### 賽程表
| 11月24日 17:00 |

| 賽後數據 |

| 璞園建築 80–75 台灣銀行                                 |  |                                                                     |
| 每節分數： 24–23、23–9、10–21、23–22                    |  |                                                                     |
| 得分： 吳宏興 14 篮板： Darian Townes 8 助攻： 陳世杰 5 |  | 得分： 張伯維, Luke Nevill 17 篮板： Luke Nevill 18 助攻： 陳順詳 5 |

| 11月24日 19:00 |

| 賽後數據 |

| 金門酒廠 72–74 達欣工程                                                |  |                                                                  |
| 每節分數： 14–18、13–14、26–18、19–22                                  |  |                                                                  |
| 得分： 宋宇軒 22 篮板： Kyle Barone 16 助攻： 陳文宏, 林韋翰, 李家慶 2 |  | 得分： 朱億宗 14 篮板： Marcus Douthit 8 助攻： 林冠綸, 周儀翔 2 |

| 11月25日 15:00 |

| 賽後數據 |

| 富邦勇士 68–72 台灣啤酒                              |  |                                                            |
| 每節分數： 22–21、21–6、17–24、8–21                  |  |                                                            |
| 得分： 張羽霖 21 篮板： Earl Barron 10 助攻： 吳永仁 |  | 得分： 蔣淯安 14 篮板： Patrick O'Bryant 6 助攻： 王泰傑 4 |

| 11月25日 17:00 |

| 賽後數據 |

| 台灣銀行 77–75 裕隆納智捷                                   |  |                                                  |
| 每節分數： 23–16、21–15、15–21、18–23                       |  |                                                  |
| 得分： Luke Nevill 27 篮板： Luke Nevill 19 助攻： 李維哲 6 |  | 得分： 胡凱翔 17 篮板： 李德威 9 助攻： 李德威 3 |

| 11月25日 19:00 |

| 賽後數據 |

| 達欣工程 93–82 璞園建築                          |  | |
| 每節分數： 16–24、29–15、19–27、29–16            |  | |
| 得分： 張家榮 19 篮板： 蔡峻銘 6 助攻： 賴柏霖 3 |  | 得分： 陳堅恩, Darian Townes, 施晉堯 11 篮板： 林耀宗 14 助攻： 倪學謙, 陳堅恩, 陳世杰, 林金榜, 蔡文誠 2 |

| 11月26日 17:00 |

| 賽後數據 |

| 裕隆納智捷 85–61 富邦勇士                        |  |                                                               |
| 每節分數： 12–12、22–15、29–14、22–20            |  |                                                               |
| 得分： 潘冠翰 21 篮板： 潘冠翰 6 助攻： 柯旻豪 6 |  | 得分： Earl Barron 13 篮板： 林孟學 8 助攻： 高健益, 林書緯 2 |

| 11月26日 19:00 |

| 賽後數據 |

| 台灣啤酒 102–78 金門酒廠                                                         |  |                                                               |
| 每節分數： 30–23、21–15、21–19、30–21                                            |  |                                                               |
| 得分： 王泰傑 21 篮板： 邱金龍, 王泰傑, 王皓吉 5 助攻： 吳建龍, 蔣淯安, 呂奇旻 3 |  | 得分： 鄭騏寬 14 篮板： Kyle Barone, 李家瑞 4 助攻： 郭少傑 3 |

## 例行賽

### 戰績表
| 球隊       | 應賽 | 已賽 | 勝場 | 敗場 | 勝率 | 勝差 | 名次 |
| 璞園建築   | 30   | 30   | 21   | 9    | .700 | -    | 1    |
| 台灣啤酒   | 30   | 30   | 20   | 10   | .667 | 1.0  | 2    |
| 達欣工程   | 30   | 30   | 18   | 12   | .600 | 3.0  | 3    |
| 裕隆納智捷 | 30   | 30   | 17   | 13   | .567 | 4.0  | 4    |
| 富邦勇士   | 30   | 30   | 13   | 17   | .433 | 8.0  | 5    |
| 台灣銀行   | 30   | 30   | 12   | 18   | .400 | 9.0  | 6    |
| 金門酒廠   | 30   | 30   | 4    | 26   | .133 | 17.0 | 7    |

- 綠色表示直接晉級第二輪季後賽
- 黃色表示晉級季後賽
- 金酒 確定今年無緣季後賽

### 各隊對戰成績
- 對戰成績表

| 隊名       | 璞園建築 | 台灣啤酒 | 達欣工程 | 裕隆納智捷 | 富邦勇士 | 台灣銀行 | 金門酒廠 |
| ---------- | -------- | -------- | -------- | ---------- | -------- | -------- | -------- |
| 璞園建築   | X        | 1-4      | 4-1      | 4-1        | 3-2      | 4-1      | 5-0      |
| 台灣啤酒   | 4-1      | X        | 2-3      | 2-3        | 4-1      | 3-2      | 5-0      |
| 達欣工程   | 1-4      | 3-2      | X        | 1-4        | 4-1      | 4-1      | 5-0      |
| 裕隆納智捷 | 1-4      | 3-2      | 4-1      | X          | 3-2      | 2-3      | 4-1      |
| 富邦勇士   | 2-3      | 1-4      | 1-4      | 2-3        | X        | 3-2      | 4-1      |
| 台灣銀行   | 1-4      | 2-3      | 1-4      | 3-2        | 2-3      | X        | 3-2      |
| 金門酒廠   | 0-5      | 0-5      | 0-5      | 1-4        | 1-4      | 2-3      | X        |

※本表與戰績如有差別，請更正
※每隊各交手五次

### 第1週
| 11月28日 17:00 |

| 賽後數據 |

| 富邦勇士 81–80 裕隆納智捷                                   |  |                                                              |
| 每節分數： 19–14、14–24、21–24、27–18                       |  |                                                              |
| 得分： Earl Barron 27 篮板： Earl Barron 13 助攻： 林書緯 6 |  | 得分： 周士淵 27 篮板： Magnum Rolle 8 助攻： Magnum Rolle 4 |

| 11月28日 19:30 |

| 賽後數據 |

| 璞園建築 72–78 台灣啤酒                                          |  |                                                                      |
| 每節分數： 16–26、22–20、17–17、17–15                            |  |                                                                      |
| 得分： 陳子威 15 篮板： Darian Townes 18 助攻： 陳世杰, 葛記豪 3 |  | 得分： 劉 錚 17 篮板： Patrick O'Bryant 16 助攻： Patrick O'Bryant 4 |

| 11月29日 15:00 |

| 賽後數據 |

| 台灣銀行 72–73 金門酒廠                               |  |                                                             |
| 每節分數： 21–9、13–26、20–16、18–22                  |  |                                                             |
| 得分： 李維哲 16 篮板： Luke Nevill 8 助攻： 陳順詳 4 |  | 得分： Kyle Barone 27 篮板： Kyle Barone 18 助攻： 陳則語 4 |

| 11月29日 17:00 |

| 賽後數據 |

| 達欣工程 69–75 富邦勇士                                   |  |                                                                |
| 每節分數： 22–19、17–19、13–19、17–18                     |  |                                                                |
| 得分： 張家榮 17 篮板： Marcus Douthit 16 助攻： 周儀翔 4 |  | 得分： 林書緯 22 篮板： Earl Barron 17 助攻： 張羽霖, 林書緯 3 |

| 11月29日 19:00 |

| 賽後數據 |

| 裕隆納智捷 70–87 璞園建築                                |  |                                                          |
| 每節分數： 11–19、16–22、22–20、21–26                    |  |                                                          |
| 得分： 胡凱翔 14 篮板： 周柏臣 8 助攻： 潘冠翰, 周士淵 3 |  | 得分： 陳世杰 19 篮板： Darian Townes 20 助攻： 陳堅恩 4 |

### 第2週
| 12月1日 18:00 |

| 賽後數據 |

| 達欣工程 79–76 金門酒廠（OT）                                            |  |                                                             |
| 每節分數： 15–24、20–7、15–23、19–15、： 10–7                            |  |                                                             |
| 得分： 林冠綸 22 篮板： 朱億宗, 張智峰 8 助攻： 張家榮, 周儀翔, 張智峰 3 |  | 得分： Kyle Barone 27 篮板： Kyle Barone 18 助攻： 林韋翰 4 |

| 12月1日 20:00 |

| 賽後數據 |

| 台灣啤酒 77–61 台灣銀行                                                                       |  |                                                                            |
| 每節分數： 26–5、14–23、24–10、13–23                                                          |  |                                                                            |
| 得分： Patrick O'Bryant 15 篮板： Patrick O'Bryant 12 助攻： 劉錚, Patrick O'Bryant, 張容軒 2 |  | 得分： Luke Nevill 14 篮板： Luke Nevill, 龍弘元 5 助攻： 陳順詳, 萬代奇 3 |

| 12月2日 18:00 |

| 賽後數據 |

| 裕隆納智捷 93–77 達欣工程                                 |  |                                                  |
| 每節分數： 23–18、12–23、24–19、34–17                     |  |                                                  |
| 得分： 周柏臣 20 篮板： 周柏臣 12 助攻： 柯旻豪, 周柏臣 3 |  | 得分： 林冠綸 19 篮板： 施顏宗 8 助攻： 林冠綸 5 |

| 12月2日 20:00 |

| 賽後數據 |

| 璞園建築 76–75 富邦勇士                          |  |                                                                  |
| 每節分數： 22–12、15–20、25–22、14–21            |  |                                                                  |
| 得分： 蔡文誠 19 篮板： 蔡文誠 9 助攻： 蔡文誠 4 |  | 得分： Earl Barron 28 篮板： Earl Barron 16 助攻： Earl Barron 5 |

| 12月3日 18:00 |

| 賽後數據 |

| 台灣銀行 89–86 裕隆納智捷（OT）                                     |  |                                                                     |
| 每節分數： 18–19、18–17、19–16、23–26、： 11–8                      |  |                                                                     |
| 得分： Luke Nevill, 陳順詳 26 篮板： Luke Nevill 11 助攻： 成力煥 5 |  | 得分： 呂政儒 21 篮板： James Tyler 14 助攻： James Tyler, 胡凱翔 4 |

| 12月3日 20:00 |

| 賽後數據 |

| 金門酒廠 64–78 台灣啤酒                                        |  |                                                                       |
| 每節分數： 14–22、13–22、19–19、18–15                          |  |                                                                       |
| 得分： 宋宇軒, 簡偉儒 13 篮板： Kyle Barone 16 助攻： 簡偉儒 4 |  | 得分： Patrick O'Bryant 25 篮板： Patrick O'Bryant 11 助攻： 吳建龍 3 |

| 12月4日 18:00 |

| 賽後數據 |

| 達欣工程 89–96 璞園建築                        |  |                                                         |
| 每節分數： 21–27、20–22、18–18、30–29          |  |                                                         |
| 得分： 周儀翔 36 篮板： 黃鎮 8 助攻： 林冠綸 5 |  | 得分： Darian Townes 16 篮板： 蔡文誠 8 助攻： 彭俊諺 6 |

| 12月4日 20:00 |

| 賽後數據 |

| 台灣啤酒 90–55 富邦勇士                                           |  |                                                                          |
| 每節分數： 20–8、26–8、20–23、24–16                               |  |                                                                          |
| 得分： 張容軒, 劉錚 14 篮板： Patrick O'Bryant 15 助攻： 吳敏賢 4 |  | 得分： 陳孝榮, 陳孝榮, 楊興治 11 篮板： 陳孝榮, 陳孝榮 7 助攻： 高健益 4 |

| 12月5日 17:00 |

| 賽後數據 |

| 璞園建築 79–76 台灣銀行                                  |  |                                                                     |
| 每節分數： 21–21、20–16、18–24、20–15                    |  |                                                                     |
| 得分： 陳堅恩 15 篮板： Darian Townes 15 助攻： 彭俊諺 2 |  | 得分： Luke Nevill 30 篮板： Luke Nevill 12 助攻： 李維哲, 劉韋辰 3 |

| 12月5日 19:00 |

| 賽後數據 |

| 富邦勇士 73–74 金門酒廠                                             |  |                                                        |
| 每節分數： 9–10、24–20、21–22、19–21                                |  |                                                        |
| 得分： Earl Barron 23 篮板： Earl Barron 13 助攻： 林書緯, 吳永仁 4 |  | 得分： 宋宇軒 15 篮板： Kyle Barone 12 助攻： 林韋翰 5 |

| 12月6日 17:00 |

| 賽後數據 |

| 達欣工程 85–94 台灣啤酒（OT）                  |  |                                                                                                 |
| 每節分數： 14–18、24–19、15–22、24–18、： 8–17 |  |                                                                                                 |
| 得分： 周儀翔 21 篮板： 黃鎮 9 助攻： 林冠綸 5 |  | 得分： Patrick O'Bryant 38 篮板： Patrick O'Bryant 28 助攻： 蔣淯安, 張容軒, Patrick O'Bryant 3 |

| 12月6日 19:00 |

| 賽後數據 |

| 金門酒廠 63–69 裕隆納智捷                                   |  |                                                       |
| 每節分數： 19–13、8–16、14–20、22–20                        |  |                                                       |
| 得分： Kyle Barone 26 篮板： Kyle Barone 14 助攻： 陳則語 5 |  | 得分： 胡凱翔 18 篮板： James Tyler 9 助攻： 崔國增 6 |

### 第3週
| 12月10日 18:00 |

| 賽後數據 |

| 達欣工程 107–95 台灣銀行                             |  |                                                             |
| 每節分數： 19–22、17–14、33–21、38–38                |  |                                                             |
| 得分： Bryan Davis 30 篮板： 黃鎮 11 助攻： 周儀翔 7 |  | 得分： 龍弘元 17 篮板： Luke Nevill 13 助攻： Luke Nevill 6 |

| 12月10日 20:00 |

| 賽後數據 |

| 台灣啤酒 68–76 裕隆納智捷                                                              |  |                                                  |
| 每節分數： 16–10、18–18、19–16、15–32                                                  |  |                                                  |
| 得分： Patrick O'Bryant 20 篮板： Patrick O'Bryant 9 助攻： Patrick O'Bryant, 呂奇旻 3 |  | 得分： 呂政儒 36 篮板： 崔國增 8 助攻： 崔國增 4 |

| 12月11日 18:00 |

| 賽後數據 |

| 台灣銀行 66–68 富邦勇士                                                  |  |                                                                  |
| 每節分數： 15–16、13–19、20–14、18–19                                    |  |                                                                  |
| 得分： Luke Nevill 20 篮板： Luke Nevill 13 助攻： Luke Nevill, 陳順詳 3 |  | 得分： Earl Barron 28 篮板： Earl Barron 15 助攻： Earl Barron 4 |

| 12月11日 20:00 |

| 賽後數據 |

| 金門酒廠 66–84 璞園建築                                |  |                                                                                 |
| 每節分數： 19–29、11–16、20–22、16–17                  |  |                                                                                 |
| 得分： 簡偉儒 17 篮板： Kyle Barone 15 助攻： 簡偉儒 3 |  | 得分： 蔡文誠 18 篮板： Darian Townes 13 助攻： 陳堅恩, Darian Townes, 彭俊諺 3 |

| 12月12日 17:00 |

| 賽後數據 |

| 裕隆納智捷 80–75 達欣工程                              |  |                                                                   |
| 每節分數： 22–20、22–16、18–17、18–22                  |  |                                                                   |
| 得分： 胡凱翔 22 篮板： James Tyler 23 助攻： 崔國增 4 |  | 得分： Bryan Davis 20 篮板： Bryan Davis 20 助攻： 黃鎮, 林冠綸 3 |

| 12月12日 19:00 |

| 賽後數據 |

| 台灣啤酒 82–66 金門酒廠                                   |  |                                                             |
| 每節分數： 34–14、19–21、20–10、9–21                      |  |                                                             |
| 得分： 劉錚 18 篮板： Patrick O'Bryant 10 助攻： 周伯勳 4 |  | 得分： Kyle Barone 19 篮板： Kyle Barone 13 助攻： 許皓程 4 |

| 12月13日 17:00 |

| 賽後數據 |

| 台灣銀行 80–69 裕隆納智捷                                   |  |                                                                                |
| 每節分數： 18–11、28–21、11–23、23–13                       |  |                                                                                |
| 得分： Luke Nevill 25 篮板： Luke Nevill 14 助攻： 張博勝 5 |  | 得分： 呂政儒, 胡凱翔 20 篮板： James Tyler 12 助攻： 崔國增, 呂政儒, 周士淵 2 |

| 12月13日 19:00 |

| 賽後數據 |

| 達欣工程 88–80 富邦勇士                                     |  |                                                             |
| 每節分數： 16–17、21–24、30–20、21–19                       |  |                                                             |
| 得分： Bryan Davis 24 篮板： Bryan Davis 10 助攻： 張智峰 4 |  | 得分： Earl Barron 37 篮板： Earl Barron 19 助攻： 林書緯 6 |

### 第4週
| 12月18日 18:00 |

| 賽後數據 |

| 富邦勇士 68–53 金門酒廠                                     |  |                                                                             |
| 每節分數： 16–14、14–21、20–6、18–12                        |  |                                                                             |
| 得分： Earl Barron 27 篮板： Earl Barron 16 助攻： 林書緯 6 |  | 得分： Kyle Barone 19 篮板： Kyle Barone 12 助攻： 楊哲宜, 陳則語, 林韋翰 2 |

| 12月18日 20:00 |

| 賽後數據 |

| 璞園建築 82–76 達欣工程                                  |  |                                                                 |
| 每節分數： 17–22、22–13、19–19、24–22                    |  |                                                                 |
| 得分： 蔡文誠 18 篮板： Darian Townes 10 助攻： 彭俊諺 6 |  | 得分： Bryan Davis 30 篮板： Bryan Davis 8 助攻： Bryan Davis 2 |

| 12月19日 15:00 |

| 賽後數據 |

| 金門酒廠 63–60 台灣銀行                                     |  |                                                                          |
| 每節分數： 14–18、15–11、23–10、11–21                       |  |                                                                          |
| 得分： Kyle Barone 25 篮板： Kyle Barone 16 助攻： 鄧安誠 3 |  | 得分： Luke Nevill 21 篮板： Luke Nevill 17 助攻： 陳順詳, Luke Nevill 3 |

| 12月19日 17:00 |

| 賽後數據 |

| 裕隆納智捷 82–71 富邦勇士                                      |  |                                                             |
| 每節分數： 24–16、19–17、21–24、18–14                          |  |                                                             |
| 得分： 呂政儒 22 篮板： James Tyler 11 助攻： 崔國增, 呂政儒 3 |  | 得分： Earl Barron 33 篮板： Earl Barron 13 助攻： 林書緯 4 |

| 12月19日 19:00 |

| 賽後數據 |

| 台灣啤酒 66–73 璞園建築                                               |  |                                                                                 |
| 每節分數： 15–11、12–18、15–23、24–21                                 |  |                                                                                 |
| 得分： Patrick O'Bryant 22 篮板： Patrick O'Bryant 12 助攻： 張容軒 3 |  | 得分： Darian Townes, 陳子威, 陳堅恩 13 篮板： Darian Townes 13 助攻： 陳堅恩 5 |

| 12月20日 15:00 |

| 賽後數據 |

| 達欣工程 96–88 金門酒廠（OT）                               |  |                                                             |
| 每節分數： 26–25、18–20、23–24、17–15、： 12–4              |  |                                                             |
| 得分： Bryan Davis 22 篮板： Bryan Davis 12 助攻： 周儀翔 5 |  | 得分： Kyle Barone 42 篮板： Kyle Barone 18 助攻： 林韋翰 7 |

| 12月20日 17:00 |

| 賽後數據 |

| 台灣銀行 73–94 台灣啤酒                                |  |                                                         |
| 每節分數： 25–22、11–15、19–28、18–29                  |  |                                                         |
| 得分： 龍弘元 17 篮板： Luke Nevill 14 助攻： 陳順詳 5 |  | 得分： 劉錚 22 篮板： Patrick O'Bryant 15 助攻： 劉錚 5 |

| 12月20日 19:00 |

| 賽後數據 |

| 璞園建築 86–79 裕隆納智捷                                |  |                                                                  |
| 每節分數： 22–15、17–24、28–18、19–22                    |  |                                                                  |
| 得分： 蔡文誠 14 篮板： Darian Townes 13 助攻： 陳堅恩 3 |  | 得分： James Tyler 19 篮板： James Tyler 16 助攻： James Tyler 3 |

### 第5週
| 12月25日 18:00 |

| 賽後數據 |

| 富邦勇士 83–90 台灣啤酒                                 |  |                                                           |
| 每節分數： 18–19、20–17、23–23、22–31                   |  |                                                           |
| 得分： 林書緯 24 篮板： Earl Barron 12 助攻： 林書緯 10 |  | 得分： 劉錚 24 篮板： Patrick O'Bryant 10 助攻： 呂奇旻 4 |

| 12月25日 20:00 |

| 賽後數據 |

| 達欣工程 94–81 台灣銀行                                     |  |                                                             |
| 每節分數： 19–13、20–21、29–21、26–26                       |  |                                                             |
| 得分： Bryan Davis 26 篮板： Bryan Davis 18 助攻： 朱億宗 6 |  | 得分： Luke Nevill 29 篮板： Luke Nevill 10 助攻： 陳順詳 5 |

| 12月26日 15:00 |

| 賽後數據 |

| 金門酒廠 69–79 裕隆納智捷                                   |  |                                                                             |
| 每節分數： 18–24、17–15、12–22、22–18                       |  |                                                                             |
| 得分： Kyle Barone 16 篮板： Kyle Barone 17 助攻： 林韋翰 3 |  | 得分： 呂政儒 18 篮板： James Tyler 17 助攻： James Tyler, 周士淵, 呂政儒 2 |

| 12月26日 17:00 |

| 賽後數據 |

| 璞園建築 79–65 富邦勇士                                  |  |                                                  |
| 每節分數： 20–19、21–10、22–16、16–20                    |  |                                                  |
| 得分： 吳宏興 14 篮板： Darian Townes 15 助攻： 彭俊諺 6 |  | 得分： 吳永仁 22 篮板： 林孟學 8 助攻： 吳永仁 5 |

| 12月26日 19:00 |

| 賽後數據 |

| 台灣啤酒 75–89 達欣工程                                                                 |  |                                                        |
| 每節分數： 15–23、20–19、21–21、19–26                                                   |  |                                                        |
| 得分： Patrick O'Bryant 26 篮板： Patrick O'Bryant 13 助攻： Patrick O'Bryant, 呂奇旻 5 |  | 得分： 周儀翔 33 篮板： 黃鎮, 朱億宗 7 助攻： 林冠綸 6 |

| 12月27日 15:00 |

| 賽後數據 |

| 富邦勇士 70–73 台灣銀行                                     |  |                                                                |
| 每節分數： 10–15、20–18、20–20、20–20                       |  |                                                                |
| 得分： Earl Barron 32 篮板： Earl Barron 21 助攻： 吳永仁 6 |  | 得分： 龍弘元, 張伯維 16 篮板： Luke Nevill 15 助攻： 陳順詳 7 |

| 12月27日 17:00 |

| 賽後數據 |

| 裕隆納智捷 78–75 台灣啤酒                                                 |  |                                                                                |
| 每節分數： 21–25、15–17、24–18、28–25                                     |  |                                                                                |
| 得分： 呂政儒 21 篮板： 周柏臣 17 助攻： 崔國增, 呂政儒, 胡凱翔, 柯旻豪 2 |  | 得分： Patrick O'Bryant 19 篮板： Patrick O'Bryant 8 助攻： Patrick O'Bryant 5 |

| 12月27日 19:00 |

| 賽後數據 |

| 金門酒廠 70–76 璞園建築                                     |  |                                                        |
| 每節分數： 18–16、14–21、24–20、14–19                       |  |                                                        |
| 得分： Kyle Barone 37 篮板： Kyle Barone 18 助攻： 簡偉儒 3 |  | 得分： 簡浩 18 篮板： Darian Townes 11 助攻： 葛記豪 5 |

### 第6週
| 12月31日 18:00 |

| 賽後數據 |

| 台灣銀行 80–91 璞園建築                               |  |                                                                 |
| 每節分數： 19–24、16–20、22–22、23–25                 |  |                                                                 |
| 得分： 張博勝 20 篮板： Luke Nevill 7 助攻： 張博勝 3 |  | 得分： Darian Townes 32 篮板： Darian Townes 15 助攻： 陳堅恩 5 |

| 12月31日 20:00 |

| 賽後數據 |

| 富邦勇士 72–75 裕隆納智捷                                   |  |                                                        |
| 每節分數： 19–12、13–20、22–18、18–25                       |  |                                                        |
| 得分： Earl Barron 24 篮板： Earl Barron 13 助攻： 林書緯 8 |  | 得分： 呂政儒 17 篮板： James Tyler 17 助攻： 崔國增 3 |

| 1月1日 18:00 |

| 賽後數據 |

| 台灣啤酒 86–57 金門酒廠                                                       |  |                                                                    |
| 每節分數： 18–15、29–9、20–14、19–19                                          |  |                                                                    |
| 得分： 王皓吉 14 篮板： Patrick O'Bryant 10 助攻： Patrick O'Bryant, 王泰傑 4 |  | 得分： Kyle Barone 17 篮板： Kyle Barone, 陳冠全 7 助攻： 簡偉儒 3 |

| 1月1日 20:00 |

| 賽後數據 |

| 璞園建築 78–85 達欣工程                                                |  |                                                                |
| 每節分數： 21–25、18–9、14–18、25–33                                   |  |                                                                |
| 得分： Darian Townes 17 篮板： Darian Townes 13 助攻： Darian Townes 4 |  | 得分： 周儀翔 32 篮板： Bryan Davis, 黃鎮 8 助攻： Bryan Davis |

| 1月2日 17:00 |

| 賽後數據 |

| 裕隆納智捷 66–70 台灣銀行                                   |  |                                                                |
| 每節分數： 16–20、17–22、18–20、15–8                        |  |                                                                |
| 得分： James Tyler 19 篮板： James Tyler 13 助攻： 柯旻豪 4 |  | 得分： 龍弘元 19 篮板： Luke Nevill 13 助攻： 李維哲, 張伯維 2 |

| 1月2日 19:00 |

| 賽後數據 |

| 金門酒廠 59–70 富邦勇士                                                                                   |  |                                                             |
| 每節分數： 15–13、15–12、16–21、13–24                                                                     |  |                                                             |
| 得分： Kyle Barone 22 篮板： Kyle Barone 9 助攻： 楊哲宜, 陳冠全, Kyle Barone, 林韋翰, 宋宇軒, 許皓程 (1) |  | 得分： Earl Barron 29 篮板： Earl Barron 12 助攻： 高健益 5 |

| 1月3日 17:00 |

| 賽後數據 |

| 台灣銀行 90–92 達欣工程                                                    |  |                                                               |
| 每節分數： 21–20、27–19、22–28、20–25                                      |  |                                                               |
| 得分： 張伯維 11 篮板： Luke Nevill 7 助攻： 陳順詳, Luke Nevill, 張伯維 2 |  | 得分： Bryan Davis 32 篮板： 周儀翔 7 助攻： 林冠綸, 周儀翔 4 |

| 1月3日 19:00 |

| 賽後數據 |

| 台灣啤酒 72–64 裕隆納智捷                                 |  |                                                               |
| 每節分數： 15–19、27–17、14–14、16–14                     |  |                                                               |
| 得分： 劉錚 25 篮板： Patrick O'Bryant 18 助攻： 吳敏賢 4 |  | 得分： 呂政儒 15 篮板： 呂政儒, James Tyler 6 助攻： 柯旻豪 5 |

### 第7週
| 1月7日 18:00 |

| 賽後數據 |

| 璞園建築 76–85 台灣啤酒                                  |  |                                                         |
| 每節分數： 16–27、16–16、24–18、20–24                    |  |                                                         |
| 得分： 林金榜 16 篮板： Darian Townes 18 助攻： 葛記豪 4 |  | 得分： 劉錚 26 篮板： Patrick O'Bryant 11 助攻： 劉錚 8 |

| 1月7日 20:00 |

| 賽後數據 |

| 富邦勇士 66–80 達欣工程                                     |  |                                                        |
| 每節分數： 17–25、16–18、15–21、18–16                       |  |                                                        |
| 得分： Earl Barron 32 篮板： Earl Barron 17 助攻： 林書緯 3 |  | 得分： 周儀翔 30 篮板： Bryan Davis 12 助攻： 林冠綸 4 |

| 1月8日 18:00 |

| 賽後數據 |

| 金門酒廠 76–74 裕隆納智捷                                   |  |                                                             |
| 每節分數： 16–19、23–14、18–18、19–23                       |  |                                                             |
| 得分： Kyle Barone 24 篮板： Kyle Barone 19 助攻： 林韋翰 3 |  | 得分： James Tyler 19 篮板： James Tyler 13 助攻： 崔國增 5 |

| 1月8日 20:00 |

| 賽後數據 |

| 台灣啤酒 72–97 台灣銀行                                                   |  |                                                                                    |
| 每節分數： 23–34、13–16、20–23、16–24                                     |  |                                                                                    |
| 得分： Patrick O'Bryant 18 篮板： 劉錚 10 助攻： Patrick O'Bryant, 劉錚 3 |  | 得分： 黃家明, 李維哲, Luke Nevill 15 篮板： Luke Nevill, 張柏維 6 助攻： 李維哲 6 |

| 1月9日 17:00 |

| 賽後數據 |

| 璞園建築 69–73 富邦勇士                                                        |  |                                                                             |
| 每節分數： 13–24、13–15、21–14、22–20                                          |  |                                                                             |
| 得分： Darian Townes 20 篮板： Darian Townes 14 助攻： Darian Townes, 蔡文誠 2 |  | 得分： Earl Barron 24 篮板： Earl Barron 20 助攻： 林書緯, 吳永仁, 高健益 3 |

| 1月9日 19:00 |

| 賽後數據 |

| 裕隆納智捷 83–79 達欣工程                                          |  |                                                                           |
| 每節分數： 18–23、26–18、21–25、18–13                              |  |                                                                           |
| 得分： James Tyler 26 篮板： James Tyler 17 助攻： 柯旻豪,周柏臣 3 |  | 得分： Bryan Davis 22 篮板： Bryan Davis 19 助攻： 林冠綸, 周儀翔, 黃鎮 2 |

| 1月10日 17:00 |

| 賽後數據 |

| 台灣銀行 77–58 金門酒廠                                          |  |                                                                           |
| 每節分數： 22–16、24–10、17–8、14–24                             |  |                                                                           |
| 得分： Luke Nevill 23 篮板： Luke Nevill 18 助攻： Luke Nevill 4 |  | 得分： 陳冠全 12 篮板： 陳冠全 13 助攻： 簡偉儒, 鄭騏寬, 許皓程, 陳則語 2 |

| 1月10日 19:00 |

| 賽後數據 |

| 富邦勇士 82–78 台灣啤酒                                     |  |                                                                       |
| 每節分數： 21–16、20–20、17–14、24–28                       |  |                                                                       |
| 得分： Earl Barron 37 篮板： Earl Barron 18 助攻： 林書緯 6 |  | 得分： Patrick O'Bryant 23 篮板： Patrick O'Bryant 13 助攻： 吳敏賢 5 |

### 第8週
| 1月14日 18:00 |

| 賽後數據 |

| 金門酒廠 83–86 達欣工程                                          |  |                                                             |
| 每節分數： 20–19、16–20、16–19、31–28                            |  |                                                             |
| 得分： Kyle Barone 24 篮板： Kyle Barone 14 助攻： Kyle Barone 5 |  | 得分： Bryan Davis 28 篮板： Bryan Davis 12 助攻： 周儀翔 4 |

| 1月14日 20:00 |

| 賽後數據 |

| 裕隆納智捷 76–97 璞園建築                                       |  |                                                                 |
| 每節分數： 17–21、20–22、27–26、12–28                           |  |                                                                 |
| 得分： Liam Mcmorrow 24 篮板： Liam Mcmorrow 18 助攻： 周士淵 4 |  | 得分： Darian Townes 27 篮板： Darian Townes 15 助攻： 蔡文誠 5 |

| 1月15日 18:00 |

| 賽後數據 |

| 達欣工程 64–63 台灣啤酒                                             |  |                                                           |
| 每節分數： 19–17、10–16、18–17、17–13                               |  |                                                           |
| 得分： 周儀翔 24 篮板： Bryan Davis 12 助攻： Bryan Davis, 林冠綸 3 |  | 得分： 劉錚 15 篮板： Patrick O'Bryant 19 助攻： 于煥亞 2 |

| 1月15日 20:00 |

| 賽後數據 |

| 台灣銀行 83–91 富邦勇士（OT）                               |  |                                                             |
| 每節分數： 19–20、23–15、13–16、20–22、： 8–16              |  |                                                             |
| 得分： Luke Nevill 21 篮板： Luke Nevill 17 助攻： 李維哲 5 |  | 得分： Earl Barron 35 篮板： Earl Barron 20 助攻： 吳永仁 8 |

| 1月17日 17:00 |

| 賽後數據 |

| 台灣啤酒 76–71 裕隆納智捷                               |  |                                                                         |
| 每節分數： 19–16、20–16、17–23、20–16                   |  |                                                                         |
| 得分： 劉錚 27 篮板： Patrick O'Bryant 13 助攻： 劉錚 5 |  | 得分： Liam Mcmorrow 26 篮板： Liam Mcmorrow, 周柏臣 12 助攻： 柯旻豪 7 |

| 1月17日 19:00 |

| 賽後數據 |

| 璞園建築 77–69 金門酒廠                                |  |                                                             |
| 每節分數： 19–17、18–15、15–17、25–20                  |  |                                                             |
| 得分： 簡浩 21 篮板： Darian Townes 11 助攻： 蔡文誠 3 |  | 得分： Kyle Barone 29 篮板： Kyle Barone 17 助攻： 陳則語 3 |

### 第9週
| 1月21日 18:00 |

| 賽後數據 |

| 台灣銀行 80–78 璞園建築                                |  |                                                                          |
| 每節分數： 22–26、23–13、18–20、17–19                  |  |                                                                          |
| 得分： 陳順詳 17 篮板： Luke Nevill 21 助攻： 成力煥 5 |  | 得分： 蔡文誠, 陳世杰 10 篮板： Darian Townes 15 助攻： 林金榜, 陳堅恩 3 |

| 1月21日 20:00 |

| 賽後數據 |

| 裕隆納智捷 68–60 金門酒廠                                       |  |                                                             |
| 每節分數： 19–13、14–15、17–19、18–13                           |  |                                                             |
| 得分： Liam Mcmorrow 25 篮板： Liam Mcmorrow 21 助攻： 吳奉承 2 |  | 得分： Kyle Barone 24 篮板： Kyle Barone 14 助攻： 林韋翰 4 |

| 1月22日 18:00 |

| 賽後數據 |

| 富邦勇士 75–78 台灣啤酒                                     |  |                                                                      |
| 每節分數： 22–20、15–19、23–25、15–15                       |  |                                                                      |
| 得分： Earl Barron 32 篮板： Earl Barron 17 助攻： 吳永仁 6 |  | 得分： Patrick O'Bryant 21 篮板： Patrick O'Bryant 9 助攻： 于煥亞 6 |

| 1月22日 20:00 |

| 賽後數據 |

| 璞園建築 80–74 達欣工程                                  |  |                                                             |
| 每節分數： 19–17、16–14、25–23、20–20                    |  |                                                             |
| 得分： Darian Townes 22 篮板： 蔡文誠 15 助攻： 陳堅恩 4 |  | 得分： Bryan Davis 29 篮板： Bryan Davis 18 助攻： 周儀翔 5 |

| 1月23日 17:00 |

| 賽後數據 |

| 台灣啤酒 68–65 金門酒廠                                     |  |                                                                       |
| 每節分數： 24–19、17–15、9–18、18–13                        |  |                                                                       |
| 得分： Kyle Barone 26 篮板： Kyle Barone 15 助攻： 簡偉儒 3 |  | 得分： 呂奇旻 27 篮板： Patrick O'Bryant 18 助攻： Patrick O'Bryant 3 |

| 1月23日 19:00 |

| 賽後數據 |

| 達欣工程 83–64 富邦勇士                                |  |                                                             |
| 每節分數： 17–17、21–12、23–20、22–15                  |  |                                                             |
| 得分： 林冠綸 34 篮板： Bryan Davis 15 助攻： 施顏宗 4 |  | 得分： Earl Barron 30 篮板： Earl Barron 15 助攻： 林書緯 4 |

| 1月24日 17:00 |

| 賽後數據 |

| 裕隆納智捷 82–74 台灣銀行                                |  |                                                       |
| 每節分數： 20–13、16–19、18–24、28–18                    |  |                                                       |
| 得分： 呂政儒 31 篮板： Liam Mcmorrow 15 助攻： 陳志忠 8 |  | 得分： 龍弘元 26 篮板： Luke Nevill 9 助攻： 李維哲 6 |

| 1月24日 19:00 |

| 賽後數據 |

| 金門酒廠 66–74 璞園建築                                     |  |                                                                         |
| 每節分數： 17–16、17–12、17–26、15–20                       |  |                                                                         |
| 得分： Kyle Barone 19 篮板： Kyle Barone 10 助攻： 林韋翰 3 |  | 得分： Darian Townes 21 篮板： Darian Townes 13 助攻： 彭俊諺, 葛記豪 3 |

### 明星賽週
| 1月30日 17:00 |

| 賽後數據 |

| 明星白 117–121 明星紅                                  |  |                                                             |
| 每節分數： 24–30、24–35、30–26、39–30                  |  |                                                             |
| 得分： Kyle Barone 33 篮板： 陳志忠 11 助攻： 陳志忠 8 |  | 得分： Earl Barron 29 篮板： Earl Barron 23 助攻： 周儀翔 6 |

### 第10週
| 2月18日 18:00 |

| 賽後數據 |

| 裕隆納智捷 90–69 富邦勇士                                               |  |                                                        |
| 每節分數： 25–20、23–11、20–26、22–12                                   |  |                                                        |
| 得分： Liam McMorrow 26 篮板： Liam McMorrow 19 助攻： 陳志忠, 柯旻豪 3 |  | 得分： 林書緯 28 篮板： Paul Butorac 8 助攻： 柳昇耀 3 |

| 2月18日 20:00 |

| 賽後數據 |

| 台北達欣 78–87 台灣銀行（OT）                                    |  |                                                             |
| 每節分數： 12–18、9–16、22–13、27–23、： 8–17                    |  |                                                             |
| 得分： Bryan Davis 21 篮板： Bryan Davis 18 助攻： Bryan Davis 3 |  | 得分： Luke Nevill 30 篮板： Luke Nevill 18 助攻： 李維哲 4 |

| 2月19日 18:00 |

| 賽後數據 |

| 台灣啤酒 81–67 璞園建築                                                                 |  |                                                          |
| 每節分數： 24–18、19–20、19–17、19–12                                                   |  |                                                          |
| 得分： Patrick O'Bryant 22 篮板： Patrick O'Bryant 13 助攻： Patrick O'Bryant, 呂奇旻 5 |  | 得分： 蔡文誠 18 篮板： Darian Townes 21 助攻： 彭俊諺 5 |

| 2月19日 20:00 |

| 賽後數據 |

| 金門酒廠 84–86 台北達欣                                     |  |                                                  |
| 每節分數： 19–28、21–19、27–23、17–16                       |  |                                                  |
| 得分： Kyle Barone 28 篮板： Kyle Barone 17 助攻： 陳則語 5 |  | 得分： 周儀翔 25 篮板： 蔡峻銘 9 助攻： 周儀翔 5 |

| 2月20日 17:00 |

| 賽後數據 |

| 璞園建築 84–65 裕隆納智捷                                       |  |                                                                          |
| 每節分數： 16–18、19–21、27–16、22–10                           |  |                                                                          |
| 得分： Darian Townes 25 篮板： Darian Townes 16 助攻： 彭俊諺 5 |  | 得分： 胡凱翔 17 篮板： Liam Mcmorrow 16 助攻： 胡凱翔, 呂政儒, 陳志忠 2 |

| 2月20日 19:00 |

| 賽後數據 |

| 富邦勇士 69–60 金門酒廠                                       |  |                                                             |
| 每節分數： 14–12、23–12、13–18、19–18                         |  |                                                             |
| 得分： Paul Butorac 19 篮板： Paul Butorac 19 助攻： 林書緯 6 |  | 得分： Kyle Barone 25 篮板： Kyle Barone 17 助攻： 林韋翰 5 |

| 2月21日 17:00 |

| 賽後數據 |

| 台灣啤酒 74–80 台灣銀行                                   |  |                                                                     |
| 每節分數： 19–22、22–24、16–19、17–15                     |  |                                                                     |
| 得分： 劉錚 25 篮板： Patrick O'Bryant 11 助攻： 呂奇旻 4 |  | 得分： Luke Nevill, 陳順詳 16 篮板： Luke Nevill 13 助攻： 李維哲 5 |

| 2月21日 19:00 |

| 賽後數據 |

| 裕隆納智捷 90–96 台北達欣                                      |  |                                                             |
| 每節分數： 19–23、22–23、22–28、27–22                          |  |                                                             |
| 得分： Liam Mcmorrow 11 篮板： Liam Mcmorrow 8 助攻： 崔國增 3 |  | 得分： Bryan Davis 31 篮板： Bryan Davis 11 助攻： 周儀翔 5 |

### 第11週
| 2月25日 18:00 |

| 賽後數據 |

| 金門酒廠 67–79 台灣銀行                                       |  |                                                                     |
| 每節分數： 19–19、21–17、14–19、13–24                         |  |                                                                     |
| 得分： Kyle Barone 21 篮板： Kyle Barone 13 助攻： 6 Player 1 |  | 得分： Luke Nevill 22 篮板： Luke Nevill 15 助攻： 成力煥, 李維哲 4 |

| 2月25日 20:00 |

| 賽後數據 |

| 富邦勇士 52–60 璞園建築                           |  |                                                         |
| 每節分數： 10–22、8–3、17–23、17–12               |  |                                                         |
| 得分： 蕭順議 13 篮板： 楊興治 12 助攻： 林書緯 3 |  | 得分： Darian Townes 13 篮板： 蔡文誠 8 助攻： 葛記豪 4 |

| 2月26日 18:00 |

| 賽後數據 |

| 台灣啤酒 83–74 達欣工程                                     |  |                                                               |
| 每節分數： 23–14、21–23、15–9、24–28                        |  |                                                               |
| 得分： 周伯勳 24 篮板： 周伯勳 20 助攻： Patrick O'Bryant 8 |  | 得分： Bryan Davis 22 篮板： 蔡峻銘 7 助攻： 周儀翔, 林冠綸 4 |

| 2月26日 20:00 |

| 賽後數據 |

| 裕隆納智捷 73–64 金門酒廠                                                |  |                                                             |
| 每節分數： 19–17、16–17、20–14、18–16                                    |  |                                                             |
| 得分： 呂政儒 23 篮板： Liam Mcmorrow 18 助攻： 周士淵, 柯旻豪, 胡凱翔 2 |  | 得分： Kyle Barone 30 篮板： Kyle Barone 10 助攻： 簡偉儒 2 |

| 2月27日 17:00 |

| 賽後數據 |

| 台灣銀行 68–65 富邦勇士                                             |  |                                                             |
| 每節分數： 20–23、11–16、21–18、16–8                                |  |                                                             |
| 得分： Earl Barron 22 篮板： Earl Barron 20 助攻： 林書緯, 吳永仁 3 |  | 得分： Luke Nevill 17 篮板： Luke Nevill 10 助攻： 李維哲 3 |

| 2月27日 19:00 |

| 賽後數據 |

| 達欣工程 88–79 金門酒廠                                             |  |                                                             |
| 每節分數： 17–14、30–22、18–24、23–19                               |  |                                                             |
| 得分： 周儀翔 22 篮板： Bryan Davis 12 助攻： 呂濟而, Bryan Davis 2 |  | 得分： Kyle Barone 35 篮板： Kyle Barone 21 助攻： 林韋翰 6 |

| 2月28日 17:00 |

| 賽後數據 |

| 璞園建築 65–62 台灣銀行                                      |  |                                                                 |
| 每節分數： 22–11、18–9、11–19、14–23                         |  |                                                                 |
| 得分： 陳順詳 8 篮板： Luke Nevill 5 助攻： 李維哲, 陳國維 4 |  | 得分： 葛記豪 18 篮板： Darian Townes 12 助攻： Darian Townes 3 |

| 2月28日 19:00 |

| 賽後數據 |

| 台灣啤酒 69–78 裕隆納智捷                       |  |                                                          |
| 每節分數： 19–19、19–19、17–22、14–18           |  |                                                          |
| 得分： 劉錚 17 篮板： 周伯勳 10 助攻： 周伯勳 4 |  | 得分： 呂政儒 26 篮板： Liam McMorrow 18 助攻： 柯旻豪 4 |

### 第12週
| 3月3日 18:00 |

| 賽後數據 |

| 富邦勇士 84–89 台北達欣                                     |  |                                                        |
| 每節分數： 21–32、20–22、23–17、20–18                       |  |                                                        |
| 得分： Earl Barron 46 篮板： Earl Barron 20 助攻： 林書緯 4 |  | 得分： 周儀翔 20 篮板： Bryan Davis 12 助攻： 賴柏霖 3 |

| 3月3日 20:00 |

| 賽後數據 |

| 台灣銀行 65–82 裕隆納智捷                                   |  |                                                          |
| 每節分數： 18–19、20–10、13–29、14–24                       |  |                                                          |
| 得分： Luke Nevill 13 篮板： Luke Nevill 13 助攻： 李維哲 4 |  | 得分： 呂政儒 24 篮板： Liam Mcmorrow 12 助攻： 陳志忠 4 |

| 3月4日 18:00 |

| 賽後數據 |

| 台灣啤酒 75–66 富邦勇士                                                                 |  |                                                   |
| 每節分數： 19–18、14–18、20–12、22–18                                                   |  |                                                   |
| 得分： Patrick O'Bryant 22 篮板： Patrick O'Bryant 14 助攻： Patrick O'Bryant, 于煥亞 3 |  | 得分： 柳昇耀 16 篮板： 陳孝榮 12 助攻： 吳永仁 8 |

| 3月4日 20:00 |

| 賽後數據 |

| 璞園建築 90–76 金門酒廠                                         |  |                                                                    |
| 每節分數： 22–16、18–12、32–24、18–24                           |  |                                                                    |
| 得分： Darian Townes 25 篮板： Darian Townes 16 助攻： 葛記豪 5 |  | 得分： 鄭騏寬, Kyle Barone 15 篮板： Kyle Barone 6 助攻： 許皓程 5 |

| 3月5日 17:00 |

| 賽後數據 |

| 台北達欣 90–80 台灣銀行                                |  |                                                            |
| 每節分數： 28–14、20–18、20–24、22–24                  |  |                                                            |
| 得分： 周儀翔 20 篮板： Bryan Davis 12 助攻： 施顏宗 5 |  | 得分： Luke Nevill 19 篮板： Luke Nevill 9 助攻： 陳國維 5 |

| 3月5日 19:00 |

| 賽後數據 |

| 金門酒廠 82–86 台灣啤酒（OT）                               |  |                                                                     |
| 每節分數： 15–14、21–13、10–21、26–24、： 10–14             |  |                                                                     |
| 得分： Kyle Barone 39 篮板： Kyle Barone 20 助攻： 林韋翰 4 |  | 得分： 劉錚 21 篮板： Patrick O'Bryant 13 助攻： Patrick O'Bryant 4 |

| 3月6日 17:00 |

| 賽後數據 |

| 裕隆納智捷 70–78 富邦勇士                                       |  |                                                             |
| 每節分數： 19–16、22–21、10–17、19–24                           |  |                                                             |
| 得分： Liam Mcmorrow 19 篮板： Liam Mcmorrow 15 助攻： 陳志忠 4 |  | 得分： Earl Barron 35 篮板： Earl Barron 17 助攻： 林書緯 9 |

| 3月6日 19:00 |

| 賽後數據 |

| 台灣啤酒 72–66 璞園建築                                             |  |                                                                 |
| 每節分數： 19–12、20–20、16–20、17–14                               |  |                                                                 |
| 得分： 劉錚 17 篮板： Patrick O'Bryant 22 助攻： Patrick O'Bryant 4 |  | 得分： Darian Townes 21 篮板： Darian Townes 18 助攻： 陳世杰 4 |

### 第13週
| 3月11日 18:00 |

| 賽後數據 |

| 富邦勇士 80–78 金門酒廠                                |  |                                                                     |
| 每節分數： 19–18、17–19、18–13、26–28                  |  |                                                                     |
| 得分： Earl Barron 25 篮板： 陳孝榮 10 助攻： 林書緯 4 |  | 得分： Kyle Barone 44 篮板： Kyle Barone 15 助攻： 林韋翰, 許皓程 4 |

| 3月11日 20:00 |

| 賽後數據 |

| 台灣銀行 76–86 璞園建築                                          |  |                                                        |
| 每節分數： 18–26、23–18、24–22、11–20                            |  |                                                        |
| 得分： Luke Nevill 20 篮板： Luke Nevill 12 助攻： Luke Nevill 5 |  | 得分： 蔡文誠 24 篮板： Darian Townes 15 助攻： 簡浩 6 |

| 3月12日 17:00 |

| 賽後數據 |

| 台北達欣 71–80 裕隆納智捷                                      |  |                                                                 |
| 每節分數： 21–24、26–10、10–27、14–19                          |  |                                                                 |
| 得分： 周儀翔 26 篮板： Bryan Davis 17 助攻： 賴柏霖, 周儀翔 3 |  | 得分： Liam McMorrow 24 篮板： Liam McMorrow 16 助攻： 陳志忠 4 |

| 3月12日 19:00 |

| 賽後數據 |

| 台灣銀行 64–89 富邦勇士                                |  |                                                   |
| 每節分數： 20–17、8–24、18–21、18–27                   |  |                                                   |
| 得分： 陳順詳 17 篮板： Luke Nevill 11 助攻： 李維哲 5 |  | 得分： 林書緯 30 篮板： 陳孝榮 13 助攻： 林書緯 4 |

| 3月13日 17:00 |

| 賽後數據 |

| 台灣啤酒 69–63 台灣銀行                                 |  |                                                             |
| 每節分數： 17–14、20–16、18–19、14–14                   |  |                                                             |
| 得分： 劉錚 23 篮板： Patrick O'Bryant 18 助攻： 劉錚 5 |  | 得分： Luke Nevill 26 篮板： Luke Nevill 12 助攻： 陳國維 3 |

| 3月13日 19:00 |

| 賽後數據 |

| 璞園建築 86–66 達欣工程                                  |  |                                                       |
| 每節分數： 21–11、17–17、24–18、24–20                    |  |                                                       |
| 得分： Darian Townes 23 篮板： 彭俊諺 11 助攻： 蔡文誠 5 |  | 得分： 張家榮 17 篮板： Bryan Davis 8 助攻： 岳瀛立 3 |

### 第14週
| 3月17日 18:00 |

| 賽後數據 |

| 裕隆納智捷 84–74 璞園建築                         |  |                                                         |
| 每節分數： 18–14、29–14、16–17、21–29             |  |                                                         |
| 得分： 呂政儒 21 篮板： 李德威 12 助攻： 柯旻豪 5 |  | 得分： 林任鴻 12 篮板： Darian Townes 8 助攻： 蔡文誠 4 |

| 3月17日 20:00 |

| 賽後數據 |

| 達欣工程 83–62 台灣啤酒                           |  |                                                          |
| 每節分數： 21–16、20–18、21–16、21–12             |  |                                                          |
| 得分： 施顏宗 18 篮板： 施顏宗 12 助攻： 林冠綸 8 |  | 得分： 陳兆豪 10 篮板： 吳建龍, 邱金龍 7 助攻： 王泰傑 4 |

| 3月18日 18:00 |

| 賽後數據 |

| 璞園建築 80–92 富邦勇士                                                        |  |                                                              |
| 每節分數： 19–23、15–13、21–27、24–29                                          |  |                                                              |
| 得分： 施晉堯, 葛記豪, Darian Townes 11 篮板： Darian Townes 6 助攻： 彭俊諺 3 |  | 得分： Earl Barron 36 篮板： Earl Barron 12 助攻： 林書緯 12 |

| 3月18日 20:00 |

| 賽後數據 |

| 台灣銀行 93–67 金門酒廠                                        |  |                                                        |
| 每節分數： 23–15、26–12、19–17、25–23                          |  |                                                        |
| 得分： 李維哲 27 篮板： Luke Nevill 16 助攻： 張伯維 ,成力煥 4 |  | 得分： 鄭騏寬 17 篮板： Kyle Barone 10 助攻： 許皓程 4 |

## 季後賽第一輪
Game 1
| 3月26日 17:00 |

| 賽後數據 |

| 裕隆納智捷 67–78 富邦勇士                         |  |                                                             |
| 每節分數： 17–16、16–13、22–25、12–24             |  |                                                             |
| 得分： 呂政儒 16 篮板： 李德威 10 助攻： 呂政儒 5 |  | 得分： Earl Barron 24 篮板： Earl Barron 24 助攻： 林書緯 6 |

| 3月26日 19:00 |

| 賽後數據 |

| 台北達欣 83–72 台灣銀行                                |  |                                                             |
| 每節分數： 20–14、21–17、22–18、20–23                  |  |                                                             |
| 得分： 林冠綸 25 篮板： Bryan Davis 21 助攻： 張智峰 5 |  | 得分： Luke Nevill 22 篮板： Luke Nevill 16 助攻： 李維哲 5 |

Game 2
| 3月27日 17:00 |

| 賽後數據 |

| 富邦勇士 77–61 裕隆納智捷                                   |  |                                                   |
| 每節分數： 17–20、21–12、23–19、16–10                       |  |                                                   |
| 得分： Earl Barron 31 篮板： Earl Barron 15 助攻： 林書緯 8 |  | 得分： 李德威 14 篮板： 李德威 13 助攻： 陳志忠 4 |

| 3月27日 19:00 |

| 賽後數據 |

| 台灣銀行 90–94 台北達欣                                     |  |                                                                     |
| 每節分數： 21–22、23–24、24–19、22–29                       |  |                                                                     |
| 得分： Luke Nevill 37 篮板： Luke Nevill 15 助攻： 成力煥 4 |  | 得分： 周儀翔 28 篮板： Bryan Davis 14 助攻： Bryan Davis, 周儀翔 3 |

Game 3
| 3月29日 19:00 |

| 賽後數據 |

| 裕隆納智捷 84–92 富邦勇士                        |  |                                                             |
| 每節分數： 24–26、16–19、25–22、19–25            |  |                                                             |
| 得分： 周士淵 21 篮板： 周柏臣 9 助攻： 李德威 4 |  | 得分： Earl Barron 34 篮板： Earl Barron 24 助攻： 林書緯 9 |

## 季後賽第二輪
Game 1
| 4月2日 17:00 |

| 賽後數據 |

| 璞園建築 68–76 富邦勇士                                        |  |                                                             |
| 每節分數： 26–14、12–17、20–23、10–22                          |  |                                                             |
| 得分： Darian Townes, 蔡文誠 18 篮板： 蔡文誠 13 助攻： 簡浩 3 |  | 得分： Earl Barron 22 篮板： Earl Barron 18 助攻： 林書緯 9 |

| 4月2日 19:00 |

| 賽後數據 |

| 台灣啤酒 95–90 台北達欣（OT）                                                   |  |                                                                |
| 每節分數： 21–17、20–18、19–14、18–29、： 17–12                                 |  |                                                                |
| 得分： Patrick O'Bryant 28 篮板： Patrick O'Bryant 19 助攻： Patrick O'Bryant 5 |  | 得分： 周儀翔 27 篮板： Bryan Davis 12 助攻： 張智峰, 林冠綸 3 |

Game 2
| 4月3日 17:00 |

| 賽後數據 |

| 富邦勇士 72–92 璞園建築                                          |  |                                                          |
| 每節分數： 12–16、23–21、17–29、20–26                            |  |                                                          |
| 得分： Earl Barron 19 篮板： Earl Barron 12 助攻： Earl Barron 5 |  | 得分： 蔡文誠 26 篮板： Darian Townes 11 助攻： 彭俊諺 4 |

| 4月3日 19:00 |

| 賽後數據 |

| 台北達欣 69–80 台灣啤酒                                     |  |                                                           |
| 每節分數： 20–17、15–13、18–27、16–23                       |  |                                                           |
| 得分： Bryan Davis 27 篮板： Bryan Davis 16 助攻： 林冠綸 3 |  | 得分： 劉錚 28 篮板： Patrick O'Bryant 20 助攻： 張容軒 3 |

Game 3
| 4月5日 18:00 |

| 賽後數據 |

| 璞園建築 82–69 富邦勇士                                |  |                                                             |
| 每節分數： 23–18、21–16、25–14、13–21                  |  |                                                             |
| 得分： 簡浩 17 篮板： Darian Townes 16 助攻： 林金榜 4 |  | 得分： Earl Barron 18 篮板： Earl Barron 16 助攻： 林書緯 8 |

| 4月5日 20:00 |

| 賽後數據 |

| 台灣啤酒 94–75 台北達欣                                                       |  |                                                  |
| 每節分數： 29–9、18–22、31–31、16–13                                          |  |                                                  |
| 得分： Patrick O'Bryant 34 篮板： Patrick O'Bryant 14 助攻： 蔣淯安, 周伯勳 5 |  | 得分： 岳瀛立 14 篮板： 施顏宗 7 助攻： 周儀翔 4 |

Game 4
| 4月7日 18:00 |

| 賽後數據 |

| 富邦勇士 86–81 璞園建築（OT）                               |  |                                                                 |
| 每節分數： 18–22、20–22、23–16、13–14、： 12–7              |  |                                                                 |
| 得分： Earl Barron 29 篮板： Earl Barron 21 助攻： 林書緯 9 |  | 得分： Darian Townes 24 篮板： Darian Townes 16 助攻： 蔡文誠 5 |

| 4月7日 20:00 |

| 賽後數據 |

| 台北達欣 90–84 台灣啤酒                                                  |  |                                                                     |
| 每節分數： 21–21、25–23、20–25、24–15                                    |  |                                                                     |
| 得分： Bryan Davis 22 篮板： Bryan Davis 11 助攻： Bryan Davis, 林宜輝 3 |  | 得分： Patrick O'Bryant 26 篮板： Patrick O'Bryant 11 助攻： 劉錚 6 |

Game 5
| 4月9日 17:00 |

| 賽後數據 |

| 璞園建築 86–76 富邦勇士                                |  |                                                             |
| 每節分數： 18–19、24–14、28–20、16–23                  |  |                                                             |
| 得分： 簡浩 22 篮板： Darian Townes 11 助攻： 葛記豪 4 |  | 得分： Earl Barron 27 篮板： Earl Barron 18 助攻： 吳永仁 3 |

| 4月9日 19:00 |

| 賽後數據 |

| 台灣啤酒 84–63 台北達欣                                                     |  |                                                                                  |
| 每節分數： 15–10、15–23、25–18、29–12                                       |  |                                                                                  |
| 得分： Patrick O'Bryant 30 篮板： Patrick O'Bryant 15 助攻： 劉錚, 蔣淯安 4 |  | 得分： Bryan Davis 22 篮板： Bryan Davis 16 助攻： 周儀翔, Bryan Davis, 林冠綸 2 |

Game 6
| 4月10日 17:00 |

| 賽後數據 |

| 富邦勇士 64–77 璞園建築                                                       |  |                                                          |
| 每節分數： 12–15、19–19、15–25、18–18                                         |  |                                                          |
| 得分： Earl Barron 26 篮板： Earl Barron 14 助攻： Earl Barron, Earl Barron 4 |  | 得分： 蔡文誠 16 篮板： Darian Townes 17 助攻： 蔡文誠 6 |

## 冠軍賽
Game 1
| 4月16日 19:00 |

| 賽後數據 |

| 璞園建築 73–70 台灣啤酒                                               |  |                                                                     |
| 每節分數： 17–19、17–14、20–15、19–22                                 |  |                                                                     |
| 得分： Darian Townes 20 篮板： Darian Townes 13 助攻： 葛記豪, 簡浩 3 |  | 得分： Patrick O'Bryant 22 篮板： Patrick O'Bryant 16 助攻： 劉錚 4 |

Game 2
| 4月17日 19:00 |

| 賽後數據 |

| 台灣啤酒 81–72 璞園建築                                         |  |                                                      |
| 每節分數： 12–13、22–26、16–8、31–25                            |  |                                                      |
| 得分： 蔣淯安, 劉錚 16 篮板： Patrick O'Bryant 17 助攻： 劉錚 4 |  | 得分： 簡浩 17 篮板： Darian Townes 17 助攻： 簡浩 3 |

Game 3
| 4月19日 19:00 |

| 賽後數據 |

| 璞園建築 77–82 台灣啤酒                                        |  |                                                                       |
| 每節分數： 8–23、20–23、30–21、19–15                           |  |                                                                       |
| 得分： 簡浩 19 篮板： Darian Townes 10 助攻： 陳世杰, 陳世杰 4 |  | 得分： Patrick O'Bryant 25 篮板： Patrick O'Bryant 15 助攻： 蔣淯安 4 |

Game 4
| 4月21日 19:00 |

| 賽後數據 |

| 台灣啤酒 80–67 璞園建築                                                             |  |                                                                         |
| 每節分數： 21–17、9–18、32–17、18–15                                                |  |                                                                         |
| 得分： Patrick O'Bryant 31 篮板： Patrick O'Bryant 18 助攻： 于煥亞, 劉錚, 蔣淯安 3 |  | 得分： Darian Townes 17 篮板： Darian Townes 18 助攻： 林金榜, 蔡文誠 3 |

Game 5
| 4月23日 19:00 |

| 賽後數據 |

| 璞園建築 75–61 台灣啤酒                                         |  |                                                                                       |
| 每節分數： 12–14、23–17、19–18、20–13                           |  |                                                                                       |
| 得分： Darian Townes 18 篮板： Darian Townes 16 助攻： 蔡文誠 5 |  | 得分： 蔣淯安 18 篮板： Patrick O'Bryant 19 助攻： Patrick O'Bryant, 于煥亞, 周伯勳 2 |

Game 6
| 4月24日 19:00 |

| 賽後數據 |

| 台灣啤酒 79–66 璞園建築                                               |  |                                                          |
| 每節分數： 22–12、11–14、24–17、22–23                                 |  |                                                          |
| 得分： Patrick O'Bryant 21 篮板： Patrick O'Bryant 23 助攻： 蔣淯安 4 |  | 得分： 林金榜 19 篮板： Darian Townes 14 助攻： 葛記豪 5 |

## 個人獎項

### 單週最佳球員
| 週次 | 最佳球員         | 備註                                                                                              |
| ---- | ---------------- | ------------------------------------------------------------------------------------------------- |
| 一   | 林書緯           | 繳出平均18.5分、6.5籃板、4.5助攻的優異數據。                                                      |
| 二   | Patrick O'Bryant | 上週4場比賽平均21.3分、16.5籃板。                                                                 |
| 三   | 呂政儒           | 上週3場比賽更繳出平均24.3分的亮眼數據。                                                           |
| 四   | 蔡文誠           | 平均每場貢獻13.3分、8籃板、2.3助攻。                                                              |
| 五   | 呂政儒           | 上週2戰平均19.5分、50%的三分球命中率。                                                            |
| 六   | 周儀翔           | 上週2戰平均29.5分的超猛表現。                                                                     |
| 七   | Earl Barron      | 上週3戰平均繳出31分、17籃板的恐怖數據。                                                           |
| 八   | 周儀翔           | 上週2戰繳出平均21.5分、4籃板、3助攻的亮眼成績。                                                   |
| 九   | 呂政儒           | 上週2戰貢獻平均26分的高水準演出。                                                                 |
| 十   | Luke Nevill      | 上週2戰全勝，繳出平均23.5分、14.5籃板、1.5抄截、2阻攻的全方位成績單。                             |
| 十一 | 周伯勳           | 上週出賽2場，繳出平均19分、15.5籃板的優異成績。                                                   |
| 十二 | Earl Barron      | 上週出賽2場，繳出平均40.5分、18.5籃板、1.5阻攻的驚人數據。                                        |
| 十三 | 蔡文誠           | 上週2場比賽中，出戰台銀上場27分鐘、繳出12投10中的高命中率，攻得全隊最高24分。出戰達欣再進帳17分。 |

### 單月最佳球員MVP
| 月份           | MVP         | 備註                                                                        |
| -------------- | ----------- | --------------------------------------------------------------------------- |
| 十一月、十二月 | 呂政儒      | 出賽13場，每場平均可得17.8分、5.2籃板，投籃命中率達43.2%。                  |
| 一月           | 周儀翔      | 出賽8場，平均20.4分、5.1籃板、2.6助攻，投籃命中率高達47%。                  |
| 二月、三月     | Earl Barron | 出賽6場，平均繳出32.3分、14.2籃板，投籃命中率達47.9%、罰球命中率高達81.6%。 |

### 個人獎
- 年度最佳洋將：Earl Barron (富邦)
- 年度進步獎：黃　鎮 (達欣)
- 年度防守球員：劉　錚 (台啤)、李維哲 (臺銀)
- 年度第六人：黃　鎮 (達欣)
- 年度最佳教練：麥班達 (璞園)
- 年度最佳新人：林書緯 (富邦)
- 年度MVP：周儀翔 (達欣)
- 總冠軍MVP：Patrick O'Bryant (台啤)
- 得分王：Earl Barron (富邦)
- 助攻王：林書緯 (富邦)
- 籃板王：Earl Barron (富邦)
- 抄截王：劉　錚 (台啤)
- 阻攻王：Darian Townes (璞園)
- 年度第一隊：Earl Barron (富邦)、呂政儒(裕隆)、劉　錚 (台啤)、周儀翔 (達欣)、林書緯 (富邦)

## 資料來源
1. ↑  富邦勇士以後衛陳則語向金門酒廠換來「榜眼」籤以及次輪籤順位互換
2. ↑  2014年09月12日於SBL第十二季選秀會上被新北市裕隆納智捷籃球隊以第二輪第3順位選上，因為要教師資格實習，所以未被登錄第12季名單。
3. ↑  2015年11月15日於SBL第十三季達欣和裕隆協調完畢，劉元凱確定會登錄達欣球員。
4. ↑  2015年09月15日於SBL第十三季選秀會上被臺北市達欣工程籃球隊以第三輪第3順位選上，達欣球團當時評估郭昭男恐怕無法成為即戰力，加上球隊已有許多相同位置的球員，上週決定將他釋出並祝福郭昭男未來能有更好發展。
5. ↑  意外在選秀會上被台啤挑走，經過近1個月的協商後，裕隆確定以下1季的選秀權換回吳怡斌。
6. ↑  台啤以下1季的第二輪的選秀權換回邱金龍。

## 外部連結
- SBL官網